# Лејквил (Минесота)
Лејквил (енгл. Lakeville) град је у америчкој савезној држави Минесота.

## Демографија
По попису из 2010. године број становника је 55.954, што је 12.826 (29,7%) становника више него 2000. године.
| Група             | 2000.          | 2010.          |
| Белци             | 40.226 (93,3%) | 48.857 (87,3%) |
| Афроамериканци    | 553 (1,3%)     | 1.407 (2,5%)   |
| Азијати           | 868 (2,0%)     | 2.276 (4,1%)   |
| Хиспаноамериканци | 835 (1,9%)     | 1.955 (3,5%)   |
| Укупно            | 43.128         | 55.954         |